# Heorhij Sudakow
Heorhij Wiktorowytsch Sudakow (ukrainisch Георгій Вікторович Судаков; * 1. September 2002 in Brjanka) ist ein ukrainischer Fußballspieler. Der offensive Mittelfeldspieler spielt seit 2020 für die A-Mannschaft von Schachtar Donezk und ist ukrainischer Nationalspieler.

## Karriere

### Verein
Sudakow spielte in seiner Jugend unter anderem für Sokil Brjanka und Metalist Charkiw. 2017 wechselte er in die Jugendabteilung von Schachtar Donezk. Mit der U19 nahm er zwei Mal an der UEFA Youth League teil, schied aber jeweils in der Gruppenphase aus. Anfang Oktober 2020 stand der Ukrainer erstmals im Kader der A-Mannschaft – er debütierte wenige Tage später in der Champions League gegen Real Madrid, als er in der 86. Spielminute für Dentinho eingewechselt wurde. Bereits kurz darauf folgte der erste Einsatz in der ukrainischen ersten Liga. Im Anschluss an ein weiteres Spiel – über die volle Distanz, inklusive eines Torerfolges – kam der Spieler zwischen Oktober und Februar des folgenden Jahres nicht zum Einsatz. Ab März stand er wieder regelmäßig auf dem Platz und wurde meist in der zweiten Hälfte eingewechselt. In der Summe kam er so bis Saisonende auf zehn Ligaeinsätze mit einer durchschnittlichen Spielzeit von 29 Minuten. In der folgenden Spielzeit erhöhte sich seine Einsatzzeit leicht, zwar kam er erneut auf zehn Einsätze, seine durchschnittliche Zeit auf dem Feld betrug aber 49 Minuten. Darüber hinaus konnte der Mittelfeldspieler vier Tore erzielen und ein weiteres auflegen. Auch in der Champions League kam er wieder zum Einsatz. In der Saison 2022/23 konnte er sich in der Mannschaft als Stammspieler durchsetzen und kam mit Ausnahme des letzten Spieltages in der Liga in allen Pflichtspielen des Vereins zum Einsatz. Am Saisonende wurde er mit der Mannschaft ukrainischer Meister. In den folgenden Jahren konnte er seinen Status als Stammspieler bestätigen und mit der Mannschaft 2024 die Meisterschaft verteidigen; darüber hinaus gewann er mit dem Verein 2024 und 2025 jeweils auch den ukrainischen Pokal. Mit 13 Toren in 25 Ligaspielen wurde der Mittelfeldspieler in der Saison 2024/25 zudem der beste Torschütze seiner Mannschaft. 

### Nationalmannschaft
Sudakow war von 2017 bis 2023 Teil verschiedener Jugendnationalmannschaften. So absolvierte er vier Spiele für die ukrainische U16 und zehn für die U17. Ab 2020 stand er für die U21-Nationalmannschaft auf dem Platz und bestritt dort 20 Spiele, in denen ihm sechs Tore gelangen. Mit ihr nahm er an der U21-Europameisterschaft 2023 teil und kam dort bis zum Ausscheiden im Halbfinale gegen Spanien in allen fünf Turnierspielen zum Einsatz, wobei ihm drei Tore gelangen.
Im Mai 2021 debütierte Sudakow bei einem Freundschaftsspiel gegen Bahrain unter Andrij Schewtschenko in der ukrainischen A-Nationalmannschaft. Weniger als einen Monat später war er Teil des ukrainischen Kaders bei der Europameisterschaft, kam dort aber nicht zum Einsatz.

### Erfolge
- Ukrainischer Meister: 2023, 2024
- Ukrainischer Pokalsieger: 2024, 2025